# Nić teflonowa
Nić teflonowa – produkt w postaci cienkiej, płaskiej nici z teflonu, zwykle barwy białej, stosowany jako szczeliwo do uszczelniania połączeń gwintowych. Używany jest obecnie przez instalatorów i hydraulików zamiast pakuł, obok taśmy teflonowej oraz specjalistycznych klejów, w instalacjach wodnych, gazowych itp.
Marki nici teflonowych:
- Loctite
- Twineflon